# 榆树林子镇 (平泉市)
榆树林子镇，是中华人民共和国河北省承德市平泉市下辖的一个乡镇级行政单位。

## 行政区划
榆树林子镇下辖以下地区：
榆树林子社区村、郑家杖子社区村、果树园村、当铺村、吴家店村、半截沟村、北井村、喇嘛店村、付家店村、宋营子村、南台子村、敖牛沟村、嘎海沟村、二道杖子村、付家湾子村、土洞子村、范杖子村、炉上村、河北村和连云海社区村。